# Copa Telmex 2008 - Qualificazioni singolare
Le qualificazioni del singolare  del Copa Telmex 2008 sono state un torneo di tennis preliminare per accedere alla fase finale della manifestazione. I vincitori dell'ultimo turno sono entrati di diritto nel tabellone principale. In caso di ritiro di uno o più giocatori aventi diritto a questi sono subentrati i lucky loser, ossia i giocatori che hanno perso nell'ultimo turno ma che avevano una classifica più alta rispetto agli altri partecipanti che avevano comunque perso nel turno finale.
Le qualificazioni del torneo Copa Telmex  2008 prevedevano 32 partecipanti di cui 4 sono entrati nel tabellone principale.

## Teste di serie
1. Pablo Cuevas (primo turno)
2. Ivo Minář (Qualificato)
3. Nicolas Devilder (primo turno)
4. Olivier Patience (secondo turno)

1. Marcel Granollers (secondo turno)
2. Rubén Ramírez Hidalgo (Qualificato)
3. Éric Prodon (ultimo turno)
4. Pablo Andújar (primo turno)

## Qualificati
1. Rubén Ramírez Hidalgo
2. Ivo Minář

1. Thomaz Bellucci
2. Daniel Gimeno Traver

## Tabellone

### Legenda
| - Q = Qualificato - WC = Wild card - LL = Lucky loser | - ALT = Alternate - SE = Special Exempt - PR = Protected Ranking | - w/o = Walkover - r = Ritirato - d = Squalificato |

### Sezione 1
|  | Primo turno           | Primo turno           | Primo turno           | Primo turno | Primo turno |  |  | Secondo turno         | Secondo turno         | Secondo turno         | Secondo turno         | Secondo turno |   |   | Ultimo turno | Ultimo turno          | Ultimo turno | Ultimo turno | Ultimo turno |  |
|  |                       |                       |                       |             |             |  |  |                       |                       |                       |                       |               |   |   |              |                       |              |              |              |  |
|  |                       | Brian Dabul           | 3                     | 7           | 7           |  |  |                       |                       |                       |                       |               |   |   |              |                       |              |              |              |  |
|  | 1                     | Pablo Cuevas          | 6                     | 6(5)        | 6(4)        |  |  | Brian Dabul           | Brian Dabul           | Brian Dabul           | 2                     | 1             |   |   |              |                       |              |              |              |  |
|  | Juan Martín Aranguren | Juan Martín Aranguren | Juan Martín Aranguren | 6           | 4           |  |  | Juan Martín Aranguren | Juan Martín Aranguren | Juan Martín Aranguren | 6                     | 6             |   |   |              |                       |              |              |              |  |
|  | Sebastian Decoud      | Sebastian Decoud      | Sebastian Decoud      | 4           | 1r          |  |  |                       |                       |                       |                       |               |   |   |              | Juan Martín Aranguren | 6            | 1            | 2            |  |
|  | Cristian Villagran    | Cristian Villagran    | Cristian Villagran    | 6           | 6           |  |  |                       |                       | 6                     | Rubén Ramírez Hidalgo | 3             | 6 | 6 |              |                       |              |              |              |  |
|  | Leonardo Mayer        | Leonardo Mayer        | Leonardo Mayer        | 3           | 4           |  |  |                       | Cristian Villagran    | Cristian Villagran    | 2                     | 1             |   |   |              |                       |              |              |              |  |
|  | 6                     | Rubén Ramírez Hidalgo | Rubén Ramírez Hidalgo | 6           | 6           |  |  | 6                     | Rubén Ramírez Hidalgo | Rubén Ramírez Hidalgo | 6                     | 6             |   |   |              |                       |              |              |              |  |
|  |                       | Leandro Migani        | Leandro Migani        | 1           | 0           |  |  |                       |                       |                       |                       |               |   |   |              |                       |              |              |              |  |

### Sezione 2
|  | Primo turno             | Primo turno             | Primo turno       | Primo turno | Primo turno |  |  | Secondo turno | Secondo turno           | Secondo turno | Secondo turno           | Secondo turno           |   |   | Ultimo turno | Ultimo turno | Ultimo turno | Ultimo turno | Ultimo turno |  |
|  |                         |                         |                   |             |             |  |  |               |                         |               |                         |                         |   |   |              |              |              |              |              |  |
|  | 2                       | Ivo Minář               | Ivo Minář         | 6           | 6           |  |  |               |                         |               |                         |                         |   |   |              |              |              |              |              |  |
|  |                         | Juan-Pablo Villar       | Juan-Pablo Villar | 2           | 3           |  |  | 2             | Ivo Minář               | 3             | 7                       | 6                       |   |   |              |              |              |              |              |  |
|  | Horacio Zeballos        | Horacio Zeballos        | 5                 | 7           | 6           |  |  |               | Horacio Zeballos        | 6             | 6(6)                    | 2                       |   |   |              |              |              |              |              |  |
|  | David Marrero           | David Marrero           | 7                 | 5           | 4           |  |  |               |                         |               |                         |                         |   |   | 2            | Ivo Minář    | Ivo Minář    | 6            | 6            |  |
|  | Daniel Muñoz de la Nava | Daniel Muñoz de la Nava | 3                 | 6           | 6           |  |  |               |                         |               | Daniel Muñoz de la Nava | Daniel Muñoz de la Nava | 4 | 4 |              |              |              |              |              |  |
|  | Alberto Martín          | Alberto Martín          | 6                 | 4           | 4           |  |  |               | Daniel Muñoz de la Nava | 5             | 7                       | 6                       |   |   |              |              |              |              |              |  |
|  | 5                       | Marcel Granollers       | Marcel Granollers | 6           | 6           |  |  | 5             | Marcel Granollers       | 7             | 6(9)                    | 1                       |   |   |              |              |              |              |              |  |
|  |                         | Oliver Marach           | Oliver Marach     | 4           | 2           |  |  |               |                         |               |                         |                         |   |   |              |              |              |              |              |  |

### Sezione 3
|  | Primo turno     | Primo turno      | Primo turno     | Primo turno | Primo turno |  |  | Secondo turno   | Secondo turno   | Secondo turno   | Secondo turno   | Secondo turno   |   |   | Ultimo turno    | Ultimo turno    | Ultimo turno    | Ultimo turno | Ultimo turno |  |
|  |                 |                  |                 |             |             |  |  |                 |                 |                 |                 |                 |   |   |                 |                 |                 |              |              |  |
|  |                 | Júlio Silva      | 7               | 4           | 6           |  |  |                 |                 |                 |                 |                 |   |   |                 |                 |                 |              |              |  |
|  | 3               | Nicolas Devilder | 6(4)            | 6           | 3           |  |  | Júlio Silva     | Júlio Silva     | Júlio Silva     | 4               | 2               |   |   |                 |                 |                 |              |              |  |
|  | Diego Junqueira | Diego Junqueira  | Diego Junqueira | 7           | 6           |  |  | Diego Junqueira | Diego Junqueira | Diego Junqueira | 6               | 6               |   |   |                 |                 |                 |              |              |  |
|  | Simone Vagnozzi | Simone Vagnozzi  | Simone Vagnozzi | 5           | 3           |  |  |                 |                 |                 |                 |                 |   |   | Diego Junqueira | Diego Junqueira | Diego Junqueira | 1            | 3            |  |
|  | Marc López      | Marc López       | 2               | 7           | 6           |  |  |                 |                 | Thomaz Bellucci | Thomaz Bellucci | Thomaz Bellucci | 6 | 6 |                 |                 |                 |              |              |  |
|  | Thiago Alves    | Thiago Alves     | 6               | 6(1)        | 0           |  |  | Marc López      | Marc López      | 5               | 6               | 3               |   |   |                 |                 |                 |              |              |  |
|  |                 | Thomaz Bellucci  | Thomaz Bellucci | 6           | 6           |  |  | Thomaz Bellucci | Thomaz Bellucci | 7               | 4               | 6               |   |   |                 |                 |                 |              |              |  |
|  | 8               | Pablo Andújar    | Pablo Andújar   | 4           | 2           |  |  |                 |                 |                 |                 |                 |   |   |                 |                 |                 |              |              |  |

### Sezione 4
|  | Primo turno          | Primo turno          | Primo turno          | Primo turno          | Primo turno |  |  | Secondo turno | Secondo turno        | Secondo turno        | Secondo turno | Secondo turno |   |   | Ultimo turno | Ultimo turno         | Ultimo turno         | Ultimo turno | Ultimo turno |  |
|  |                      |                      |                      |                      |             |  |  |               |                      |                      |               |               |   |   |              |                      |                      |              |              |  |
|  | 4                    | Olivier Patience     | Olivier Patience     | 6                    | 6           |  |  |               |                      |                      |               |               |   |   |              |                      |                      |              |              |  |
|  |                      | Gustavo Marcaccio    | Gustavo Marcaccio    | 2                    | 3           |  |  | 4             | Olivier Patience     | Olivier Patience     | 5             | 5             |   |   |              |                      |                      |              |              |  |
|  | Daniel Gimeno Traver | Daniel Gimeno Traver | Daniel Gimeno Traver | Daniel Gimeno Traver | 1           |  |  |               | Daniel Gimeno Traver | Daniel Gimeno Traver | 7             | 7             |   |   |              |                      |                      |              |              |  |
|  | Daniel Köllerer      | Daniel Köllerer      | Daniel Köllerer      | Daniel Köllerer      | 1r          |  |  |               |                      |                      |               |               |   |   |              | Daniel Gimeno Traver | Daniel Gimeno Traver | 6            | 6            |  |
|  | Adam Vejmelka        | Adam Vejmelka        | 6                    | 3                    | 7           |  |  |               |                      | 7                    | Éric Prodon   | Éric Prodon   | 3 | 0 |              |                      |                      |              |              |  |
|  | Francesco Aldi       | Francesco Aldi       | 3                    | 6                    | 6(4)        |  |  |               | Adam Vejmelka        | Adam Vejmelka        | 4             | 3             |   |   |              |                      |                      |              |              |  |
|  | 7                    | Éric Prodon          | 4                    | 7                    | 6           |  |  | 7             | Éric Prodon          | Éric Prodon          | 6             | 6             |   |   |              |                      |                      |              |              |  |
|  |                      | Franco Ferreiro      | 6                    | 6(5)                 | 2           |  |  |               |                      |                      |               |               |   |   |              |                      |                      |              |              |  |